# Кузнецовская (Шенкурский район)
Кузнецовская — деревня в Шенкурском районе Архангельской области. Входит в состав муниципального образования «Никольское».

## География
Деревня расположена в южной части Архангельской области, в таёжной зоне, в пределах северной части Русской равнины, в 9 километрах на северо-запад от города Шенкурска, на правом берегу реки Юмзеньга, притока реки Вага. Ближайшие населённые пункты: на юге деревни Никольский Погост и Кузьминская, на северо-востоке деревня Ивановская.
Часовой пояс
Кузнецовская, как и вся Архангельская область, находится в часовой зоне МСК (московское время). Смещение применяемого времени относительно UTC составляет +3:00.

## Население
| 2002 | 2010 | 2012 |
| ---- | ---- | ---- |
| 32   | →32  | ↘29  |

## История
В «Списке населенных мест Архангельской губернии к 1905 году» деревня Кузнецовская(Песокъ) насчитывает 8 дворов, 23 мужчины и 21 женщину. В административном отношении деревня входила в состав Володимировского сельского общества Великониколаевской волости.
На 1 мая 1922 года в поселении 16 дворов, 32 мужчины и 46 женщин.